# Rogownica Biebersteina

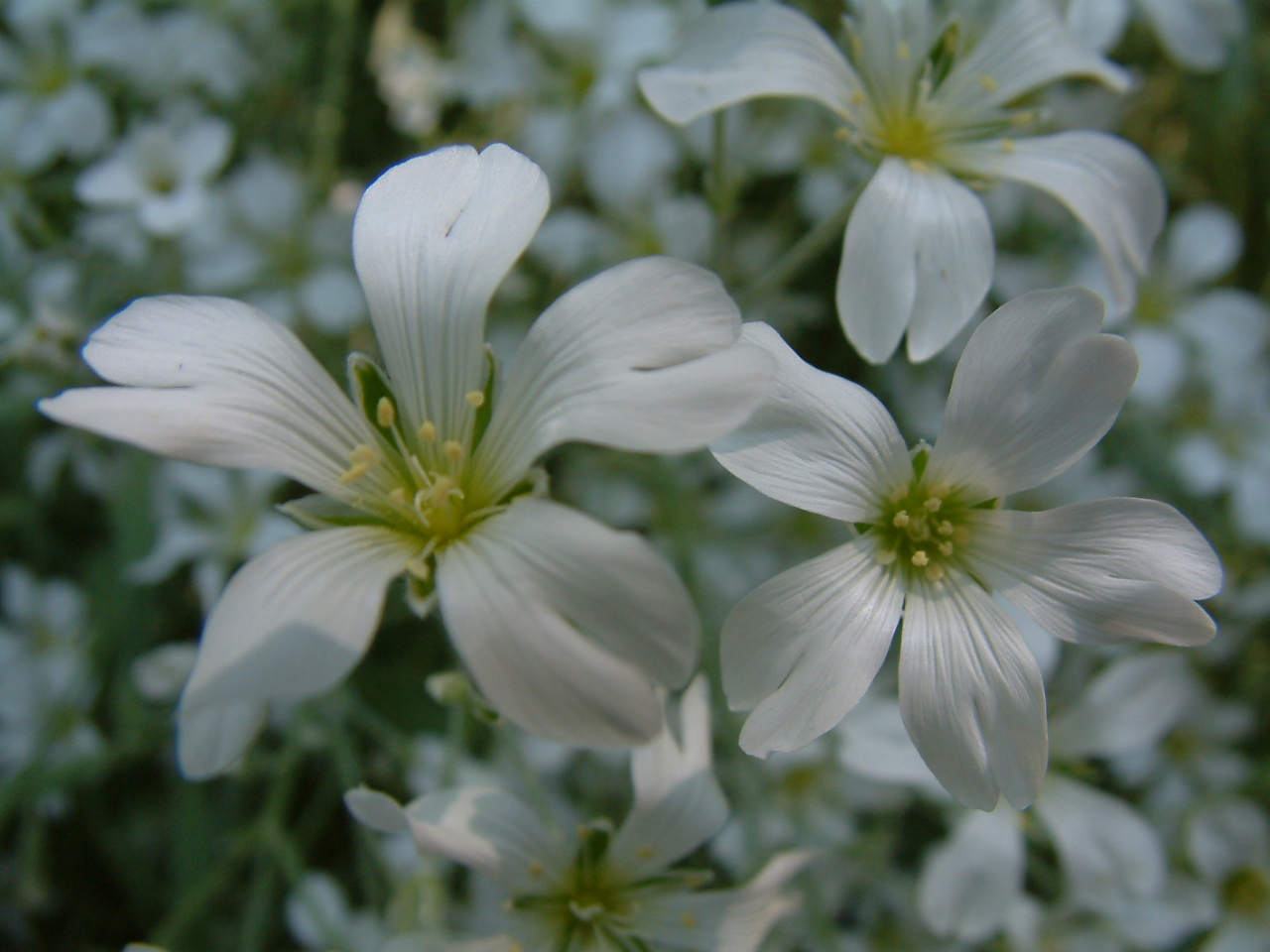
Kwiaty

Rogownica Biebersteina (Cerastium biebersteinii DC.) – gatunek byliny należący do rodziny goździkowatych. Pochodzi z Krymu. Jest uprawiany jako roślina ozdobna.

## Morfologia
PokrójRoślina o wznoszących się i pokładających pędach. Cała jest gęsto, srebrzyście kutnerowata. Łodyga osiąga długość 15–30 (45) cm. Oprócz łodyg kwiatowych wytwarza także pędy płonne.
LiścieUlistnienie nakrzyżległe. Liście lancetowate, ostro zakończone, o długości 20–50 mm i szerokości 3–8 mm.
KwiatyPromieniste, białe, 5-krotne. Działki kielicha o długości 6–10 mm, wolne. Płatki korony ok. dwukrotnie dłuższe od działek kielicha, wcięte niemal do połowy długości. Wewnątrz korony 1 słupek z 5 szyjkami (rzadko czterema) i zwykle 10 pręcików. Kwitnie od połowy maja do lipca.
Owoce10-ząbkowa torebka o płaskich ząbkach.
Gatunki podobneW uprawie spotyka się bardzo podobną rogownicę kutnerowatą, również srebrzyście kutnerowatą. Ma nieco mniejsze liście (10–30 mm długości i 2–5 mm szerokości), a jej torebki mają odgięte ząbki.

## Zastosowanie
- Roślina ozdobna. Jest dość powszechnie uprawiana. Ze względu na biało-srebrzysty kolor całej rośliny doskonale komponuje się z innymi roślinami. Tworzy zwarte kobierce. Szczególnie nadaje się do ogródków skalnych, na murki, skarpy, obwódki. Może też być używana jako roślina okrywowa pod iglaki (jej srebrzysty kolor stanowi doskonałe tło dla zieleni).

## Uprawa
WymaganiaNie ma specjalnych wymagań co do gleby, wystarcza jej średnio żyzna ziemia ogrodowa. Jest też dość wytrzymała na suszę. Potrzebuje natomiast dużo słońca.
RozmnażanieNajłatwiej rozmnaża się ją poprzez podział bryły korzeniowej lub sadzonkowanie z pędów nadziemnych. Może być też rozmnażana przez nasiona.
PielęgnacjaRośnie dość ekspansywnie i uprawiana w ogródku skalnym może zagłuszać inne, wolniej rosnące skalniaki, tym bardziej, że zwykle sama się wysiewa. Wymaga zatem kontroli rozrostu.